# Ehretia lycioides
Ehretia lycioides är en strävbladig växtart som först beskrevs av Carl Friedrich Philipp von Martius, och fick sitt nu gällande namn av Gottschling och Hilger. Ehretia lycioides ingår i släktet Ehretia och familjen strävbladiga växter. Inga underarter finns listade i Catalogue of Life.